# Han Zhao
Han Zhao (em chinês: 汉赵 (simplificado) ou 漢趙 (tradicional):; romaniz.: Hàn Zhào  (pinyin)) (também conhecido como Chao ou Zhao Anterior) foi um dos reinos do chamado Período dos Dezesseis Reinos que existiram concomitantemente com o Império Jin (265-420).